# Cristóbal Colón de la Cerda
Cristóbal Colón de la Cerda y Gante, XIV duque de Veragua (Madrid, 8 de junio de 1837-Madrid, 30 de octubre de 1910), fue un político español, ministro de Fomento durante la regencia de María Cristina de Habsburgo-Lorena y ministro de Marina durante ese mismo periodo y durante el reinado de Alfonso XIII.

## Biografía
Nacido en Madrid el 8 de junio de 1837, fue hijo de Pedro Colón Ramírez de Baquedano, XII duque de Veragua, y María del Pilar de la Cerda y Gand-Villain (hija de los condes de Parcent). Tuvo un único hermano, Fernando Colón, marqués de Bárboles.
Estudió Jurisprudencia en la Universidad Central de Madrid, donde obtuvo el título de abogado (1860), y, tras los sucesos de la Revolución de 1868, se afilió a grupo radical defensor de la monarquía parlamentaria. Fue elegido diputado a Cortes como representante por el distrito de Arévalo (provincia de Ávila) en las elecciones de 1871, repitiendo ese mismo escaño en las de agosto de 1872. En 1874, se desempeñó como concejal del Ayuntamiento de Madrid. Ya durante la Restauración borbónica, sería elegido diputado por el distrito de Aguadilla (Puerto Rico), en las elecciones de 1876, y se uniría al partido Liberal de Sagasta. En 1878 como grande de España fue designado senador por derecho propio, cargo que ocupó hasta su muerte. Fue vicepresidente tanto del Congreso como del Senado.
A la muerte de su padre, heredaría sus títulos, pensiones (el reino mantenía una carga histórica de 24 000 pesetas anuales con los duques de Veragua sobre los territorios españoles de Ultramar) y fincas, entre ellas la ganadería de Veragua, cuya producción lo convirtió en uno de los más renombrados criadores taurinos del país.
En 1867, se había casado con Isabel de Aguilera y Santiago de Perales, hija de los marqueses de Benalúa. La pareja tuvo tres hijos: María del Pilar Colón, duquesa de la Vega; Cristóbal Colón, sucesor de su padre en el ducado de Veragua que fallecería asesinado durante la Guerra Civil; y Genaro Colón, quien falleció prematuramente. 
Fue ministro de Fomento entre el 21 de enero y el 5 de julio de 1890 en el cuarto gabinete de Sagasta y ministro de Marina entre el 6 de marzo de 1901 y el 6 de diciembre de 1902 en el último gabinete de este. Fue hecho por el rey gentilhombre de cámara con ejercicio (1882), caballero de la Orden del Toisón de Oro (1892) y consejero de Estado (1904).
Fue, además, presidente del Congreso de Americanistas (1881), del Monte de Piedad de Madrid y de la Comisión Central del IV Centenario del Descubrimiento de América (1892).
Falleció en su ciudad natal el 30 de octubre de 1910.

## Publicaciones
- Tratado de partición de la Corona de España, celebrado entre la Francia y el Austria en vida de Carlos II. 1860
- Memoria presentada en el Ateneo de Madrid en la Junta General. 1864

## Títulos y distinciones

### Títulos
- 1837-1871: Excelentísimo Señor Don Cristóbal Colón de la Cerda
- 1871-1910: Excelentísimo Señor Duque de Veragua, Marqués de Jamaica, Almirante y Adelantado Mayor de las Indias

### Distinciones
- Gran Cruz de la Orden de Nuestra Señora de la Concepción de Villaviciosa (1864)
- Caballero Gran Cruz de la Real y Distinguida Orden de Carlos III (1887)
- Caballero N°. 1085 de la Insigne Orden del Toisón de Oro (1892)